# Armadillidium frontetriangulum
Armadillidium frontetriangulum är en kräftdjursart som beskrevs av Karl Wilhelm Verhoeff 1901. Armadillidium frontetriangulum ingår i släktet Armadillidium och familjen klotgråsuggor. Utöver nominatformen finns också underarten A. f. confluens.